# Hermann von Eppenstein
Hermann von Eppenstein (* unbekannt; † 1087) war von 1085 bis 1087 ein Passauer Gegenbischof.
Hermann von Eppenstein, Sohn des Herzogs Markward von Kärnten, stammte aus einer einflussreichen Familie. Seine ersten beiden Brüder waren Herzöge von Kärnten, der dritte war Abt von St. Gallen und später sogar Patriarch von Aquileja.
Im April 1085 ernannten ihn die Kaiser Heinrich IV. treu gebliebenen Bischöfe auf der Mainzer Synode zum Gegenbischof und erklärten den papsttreuen Altmann, den eigentlichen Bischof von Passau, für abgesetzt. Altmann musste daraufhin aus Passau fliehen, wo nun Hermann von seinen Anhängern freudig empfangen wurde. 
1086, also bereits ein Jahr später, wird Hermann sowohl von Erzbischof Gebhard von Salzburg, von Bischof Altmann von Passau und von Bischof Meginward von Freising mit dem Kirchenbann belegt.
Auf seinem Sterbebett soll Hermann 1087 angeblich Buße geleistet und um die Lossprechung vom Kirchenbann gebeten haben, da er die Verdrängung Altmanns bereute. Demnach soll er ihm auch die bischöflichen Insignien zurückgesandt haben.  Seine Anhänger glaubten in diesem Verhalten Fieberphantasien zu erkennen.
Als Gegenbischof wird er heute nicht vom Bistum Passau als ehemaliger Bischof geführt.